# سیارک ۱۹۷۸۷
سیارک ۱۹۷۸۷ (به انگلیسی: 19787 Betsyglass، نامگذاری:2000QV114) نوزده هزار و هفتصد و هشتاد و هفتمین سیارک کشف شده‌است که در ۲۴ اوت ۲۰۰۰ کشف شد.
قدر مطلق سیارک برابر ۱۶.۲ است.